# Werner von Bolton
Werner von Bolton (Tbilisi (Georgië), 8 april 1868 – Berlijn, 28 oktober 1912) was een Duits scheikundige en grondstofwetenschapper. Hij was de bedenker van het procedé om tantaal te gebruiken in de fabricage van gloeilampen.

## Biografie
Bolton studeerde scheikunde aan de universiteiten van Berlijn en Leipzig en werkte daarna als stagiair voor Siemens & Halske. In 1895 promoveerde hij aan de universiteit van Leipzig en kreeg hij in 1895 de leiding over het foto-elektrisch laboratorium van de gloeilampenfabriek van Siemens & Halske in Berlijn.
In 1902 ontdekte Bolton de voordelen van het chemische element tantaal (Ta). Door het hoge smeltpunt was het metaal geschikt om als gloeidraad te worden gebruikt in lampen. Samen met zijn collega Otto Feuerlein werkte hij aan de praktische uitvoering. In 1903 lukte het hem om redelijk 'zuiver' tantaal te verkrijgen door het in een vlamboogoven onder vacuümcondities te versmelten. Door dissociatie ontstond tantaalconglomeraat, een grijs metaal dat zich op de watergekoelde nikkelelektroden van de oven afzette. Hiermee kon een dunne gloeidraad getrokken worden, die veel sterker was dan de geperste osmiumdraad van Carl Auer von Welsbach.
In januari 1905 bracht Siemens de tantaallamp op de wereldmarkt en zette daarmee een belangrijke volgende stap in de verlichtingstechniek. Gloeilampen met tantaal-filament hadden niet alleen een langere levensduur maar gaven ook veel meer licht bij lagere vermogens dan de bestaande kooldraadlampen. Een ander voordeel was dat ze in iedere stand kon branden en beter bestand waren te schokken, waardoor ze eenvoudiger te vervoeren waren. Miljoenen lampen werden ervan verkocht totdat de tantaallamp na 1910 op zijn beurt werd verdrongen door de wolfraamgloeilamp van General Electric-technicus William David Coolidge.
In 1905 kreeg Bolton de leiding over het eerste corporate laboratorium van Siemens & Halske, het latere Physikalisch-Chemische Laboratorium.